# پنتاکوارک

پنتاکوارک (به انگلیسی: Pentaquark) یک ذره زیر اتمی فرضی متشکل از چهار کوارک و یک پادکوارک به هم بسته است. اولین ادعای کشف پنتاکوارک در LEPS در ژاپن در سال ۲۰۰۳ ثبت شد، و آزمایش‌های متعددی در اواسط دهه ۲۰۰۰ (میلادی) نیز اکتشاف‌ها، نوآوری دیگر حالت‌های پنتاکوارک گزارش شده بود.